# Assault (koń)
Assault (26 marca 1943 - 2 września 1971) – amerykański koń wyścigowy pełnej krwi angielskiej. Jeden z jedenastu koni, którym udało się zdobyć amerykańską tzw. Potrójną Koronę (1946).
Urodził się na King Ranch w Teksasie, jednej z największych posiadłości ziemskich świata (334 000 ha). Ojcem Assaulta był Bold Venture, zwycięzca w 1936 dwóch z trzech wyścigów zaliczanych do Potrójnej Korony, matką, klacz Iqual. Kasztan Assault był jednym z najmniejszych sławnych koni wyścigowych (152 cm). Właścicielem konia pozostało King Ranch, trenował go Max Hirsch, a jeździł na nim Warren Mehrtens.

## Kariera
W 1945 roku Assault rozpoczął starty jako dwulatek. Wziął udział w 9 wyścigach, wygrał 2, w tym znaczący Flash Stakes. Rok 1946 należał do niego. Jako 3 letni koń wygrał 8 wyścigów na 15 startów, w tym, jako siódmy koń w historii, Potrójną Koronę (Kentucky Derby, Preakness Stakes, Belmont Stakes) i jeden z najbardziej prestiżowych poza koroną wyścigów - Wood Memorial Stakes. Tylko dwa razy dobiegł do mety poza pierwszą trójką. Został wybrany koniem roku. W 1947 wygrał 5 wyścigów na 7 startów (raz był 2, raz 3). W 1948 startował dwa razy. Jeden wyścig wygrał, w drugim odniósł kontuzję.
Po powrocie na tory wygrał już tylko jeden wyścig w 1949 i jeden w 1950 roku. Uznano, że jego kariera sportowa się skończyła i został wycofany do stadniny, gdzie dożył wieku 28 lat. Nie doczekał się potomstwa.
Ogółem na 42 starty, Assault wygrał 18 wyścigów, 6 razy był drugi, 8 razy trzeci. Zdobył nagrody pieniężne w łącznej wysokości 675 470 $, z tego w roku 1946 – 424 195 $.